# Mezinárodní letiště Káhira

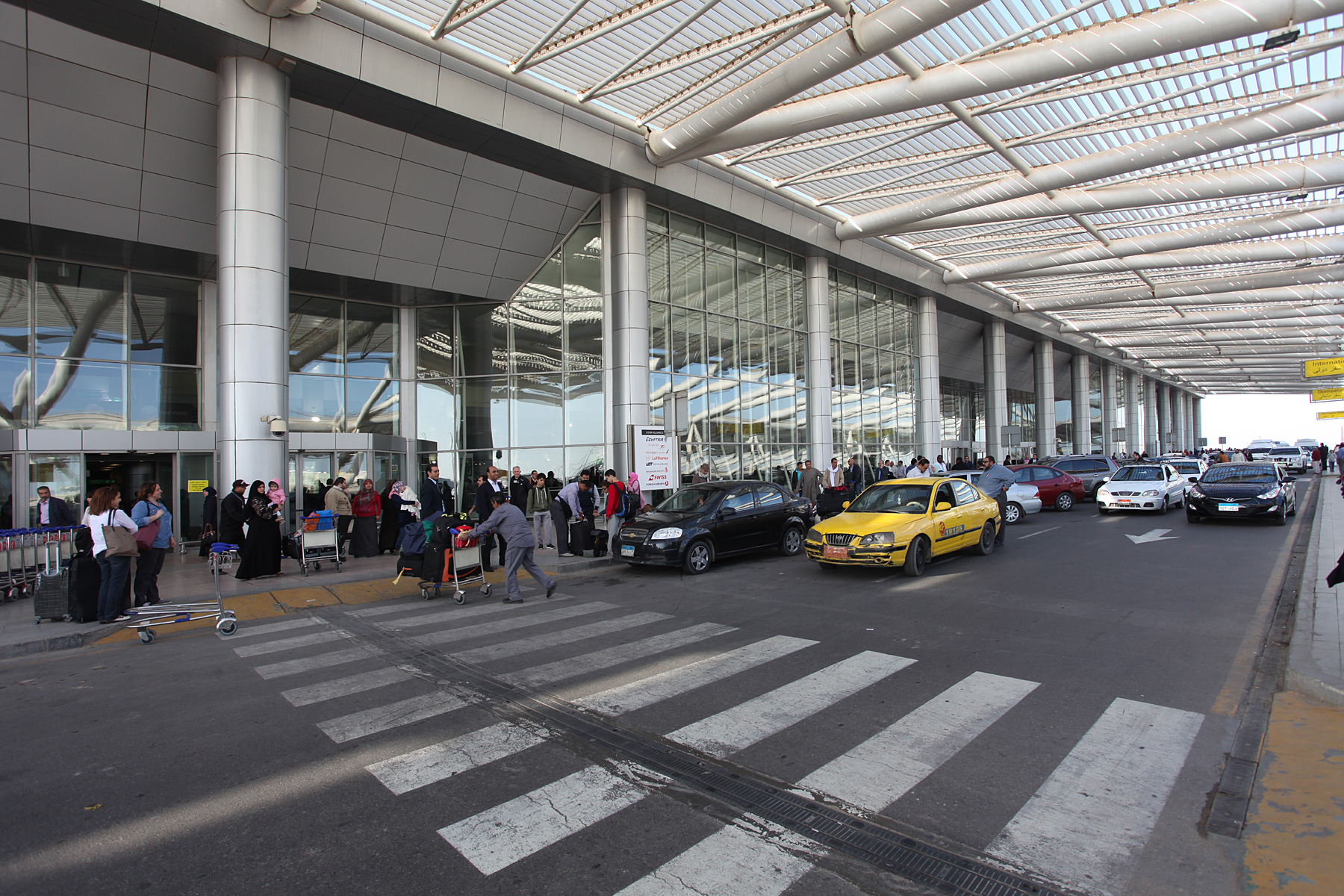
Terminál 3

Mezinárodní letiště Káhira (arabsky مطار القاهرة الدولي‎ Maṭār al-Qāhirah al-Duwaliyy), (IATA: CAI, ICAO: HECA) je největší letiště v Egyptě. Nachází se 15 km severovýchodně od obchodní části Káhiry a má rozlohu přibližně 37 kilometrů čtverečních. Slouží jako hlavní základna pro společnost EgyptAir, která je členem Star Alliance.

## Popis
Letiště má čtyři terminály. Třetí (největší) terminál byl otevřen 27. dubna 2009 a terminál pro sezónní lety byl otevřen 20. září 2011. Terminál 2 byl uzavřen v dubnu 2010 kvůli velkým renovačním pracím na konstrukci a zařízení budovy. Ve výstavbě je také nový nákladní terminál.
Letiště má tři rovnoběžné vzletové a přistávací dráhy s asfaltovým povrchem. Dráha 05L / 23R je dlouhá 3 301 metrů, 05C / 23C je dlouhá 3 999 metrů a nová dráha nese označení 05R / 23L a má délku 4 000 metrů.

## Výkony
V roce 2010 letiště odbavilo 16,1 milionu cestujících (o 12,2% více než v roce 2009) a uskutečnilo se zde 154 832 pohybů letadel (o 8,8% více než v roce 2009).